# Mijano Mamoru
Mijano Mamoru (宮野 真守; Hepburn: Mamoru Miyano; Szaitama, 1983. június 8. –) japán énekes, színész, szinkronszínész. Legismertebb szerepeit az Óran Kókó Host Club, Vampire Knight, Death Note, Soul Eater, Tokyo Ghoul, Mobile Suit Gundam 00, Kótecu szangokusi, Steins;Gate, Nobunaga the Fool és Uta no Prince-sama című animékben alakította. 2007-ben a Death Note-ban nyújtott alakításáért díjra jelölték a Seiyu Awards-on, 2008-ban pedig sikerült megnyernie a Tokiói Nemzetközi Animefesztiválon a legjobb szinkronszínész kategóriát, valamint a Seiyu Awards-on a legjobb főszereplő díját. 2007-től énekesi karrierje is beindult, első albuma 2009-ben jelent meg, azóta váltakozó rendszerességgel turnézik.

## Magánélete
Hobbijai közé tartozik a labdarúgás, de hárfán is szokott játszani. 2008-ban megnősült, egy gyermekük született.

## Diszkográfia

### Albumok
| Cím        | Részletek                                                                                  | Legjobb helyezés | Eladások |
| ---------- | ------------------------------------------------------------------------------------------ | ---------------- | -------- |
| Break      | - Megjelent: 2009. március 11. - Kiadó: King Records - Formátum: CD, digitális letöltés]   | 20               | 8,518    |
| Wonder     | - Megjelent: 2010. augusztus 4. - Kiadó: King Records - Formátum: CD, digitális letöltés   | 20               | 8,217    |
| Fantasista | - Megjelent: 2012. április 18. - Kiadó: King Records - Formátum: CD, digitális letöltés    | 4                | 18,602   |
| Passage    | - Megjelent: 2013. szeptember 18. - Kiadó: King Records - Formátum: CD, digitális letöltés | 2                | 21,578   |

### Kislemezek
| Év   | Cím              | Legjobb helyezés      | Album      |
| Év   | Cím              | Oricon Singles Charts | Album      |
| ---- | ---------------- | --------------------- | ---------- |
| 2007 | "Kuon"           | 47                    | Break      |
| 2008 | "Discovery"      | 24                    | Break      |
| 2008 | "...Kimi e"      | 18                    | Break      |
| 2009 | "JS"             | 24                    | Wonder     |
| 2009 | "Refrain"        | 22                    | Wonder     |
| 2010 | "Hikari, Hikaru" | 20                    | Fantasista |
| 2011 | "Orpheus"        | 10                    | Fantasista |
| 2011 | "Dream Fighter"  | 15                    | Fantasista |
| 2012 | "Ultra Fly"      | 13                    | Passage    |
| 2013 | "Kanon"          | 3                     | Passage    |
| 2014 | "New Order"      | 12                    | -          |
| 2014 | "Break It"       | 12                    | -          |
| 2015 | "Shine"          | 3                     | -          |

### Promóciós kislemezek
| Év   | Cím                                                                     | Legjobb helyezés      | Album                  |
| Év   | Cím                                                                     | Oricon Singles Charts | Album                  |
| ---- | ----------------------------------------------------------------------- | --------------------- | ---------------------- |
| 2006 | "Make my way"                                                           | –                     | Nem jelent meg albumon |
| 2008 | "Soup/Hakosora"                                                         | 18                    | Nem jelent meg albumon |
| 2008 | "Soul Eater Character Song 3"                                           | –                     | Nem jelent meg albumon |
| 2008 | "Prisoner"                                                              | –                     | Nem jelent meg albumon |
| 2009 | "Bara-iro Real Face"                                                    | 107                   | Nem jelent meg albumon |
| 2009 | "Uta no Prince-sama Audition Song 1"                                    | –                     | Nem jelent meg albumon |
| 2009 | "Theme of Ling Yao"                                                     | –                     | Nem jelent meg albumon |
| 2009 | "Uta no Prince-sama Audition Song 2"                                    | –                     | Nem jelent meg albumon |
| 2009 | "True Fortune Vol. 6"                                                   | –                     | Nem jelent meg albumon |
| 2011 | "Sacred Rider Xechs Dramatic Character CD"                              | 216                   | Nem jelent meg albumon |
| 2011 | "Uta no Prince-szama – Madzsi Love 1,000% – Idol Song Tokiya Icsinosze" | 7                     | Nem jelent meg albumon |

## Színészi szerepei

### Anime-szinkronszínészként
| Év   | Sorozat                                    | Szerep                                               | Megjegyzések                                              |
| ---- | ------------------------------------------ | ---------------------------------------------------- | --------------------------------------------------------- |
| 2003 | Wolf's Rain                                | Kiba                                                 |                                                           |
| 2004 | Gakuen Alice                               | Nodacchi                                             |                                                           |
| 2004 | Hit o Nerae!                               | Oizumi Naoto                                         |                                                           |
| 2004 | Yu-Gi-Oh! GX                               | Abidos                                               |                                                           |
| 2004 | Zipang                                     | Hajasibara Kacutosi                                  |                                                           |
| 2005 | Eureka Seven                               | Moondoggie                                           |                                                           |
| 2005 | Eyeshield 21                               | Szakuraba Haruto                                     |                                                           |
| 2005 | Jinki:Extend                               | Kousze                                               |                                                           |
| 2005 | Fafner of the Azure                        | Maszaoka Rijó                                        |                                                           |
| 2005 | Suzuka                                     | Cuda Kazuki                                          |                                                           |
| 2006 | Bakkyū Hit! Kurasshi Bīdaman               | Joe Fukairi                                          |                                                           |
| 2006 | D.Gray-man                                 | Han Csaodzsi                                         |                                                           |
| 2006 | Death Note                                 | Jagami Light                                         | A "Legjobb szinkronszínész" kategóriában nyertes alakítás |
| 2006 | Mobile Suit Gundam SEED C.E. 73: Stargazer | Shams Cōza                                           |                                                           |
| 2006 | Ouran High School Host Club                | Suó Tamaki                                           |                                                           |
| 2006 | Tokimeki Memorial Only Love                | Aoba Riku                                            |                                                           |
| 2007 | Big Windup!                                | Nakazawa Rió                                         |                                                           |
| 2007 | Dragonaut: The Resonance                   | Asim Jamar                                           |                                                           |
| 2007 | Dragon Shadow Spell                        | Amane Kite                                           |                                                           |
| 2007 | El Cazador de la Bruja                     | L.A.                                                 |                                                           |
| 2007 | Kōtetsu Sangokushi                         | Hakugen Rikuszon                                     | A "Legjobb főszereplő" kategóriában nyertes alakítás      |
| 2007 | Mobile Suit Gundam 00                      | Szejei F. Szecuna                                    | A "Legjobb szinkronszínész" kategóriában nyertes alakítás |
| 2008 | Antique Bakery                             | Kanda Eidzsi                                         |                                                           |
| 2008 | Hakushaku to Yōsei                         | Ulysses                                              |                                                           |
| 2008 | Kurozuka                                   | Kuro                                                 |                                                           |
| 2008 | Kyo Kara Maoh!                             | Del Kierson von Wincott                              |                                                           |
| 2008 | Mobile Suit Gundam 00 Second Season        | Szejei F. Szecuna                                    | A "Legjobb főszereplő" kategóriában nyertes alakítás      |
| 2008 | Rental Magica                              | Fin Cruda                                            |                                                           |
| 2008 | Sands of Destruction                       | Kyrie Illunis                                        |                                                           |
| 2008 | Skip-Beat!                                 | Shō Fuwa                                             |                                                           |
| 2008 | Soul Eater                                 | Kid, a Halál fia                                     |                                                           |
| 2008 | Vampire Knight                             | Kiriju Zero, Kiriju Icsiru                           |                                                           |
| 2008 | Vampire Knight Guilty                      | Kiriju Zero, Kiriju Icsiru                           |                                                           |
| 2009 | Kin'iro no Corda: Second Passo             | Aoi Kaji                                             |                                                           |
| 2009 | Inazuma Eleven                             | Fubuki Siró/Fubuki Acuja                             |                                                           |
| 2009 | Sōten Kōro                                 | Cao Cao                                              |                                                           |
| 2009 | Fullmetal Alchemist: Brotherhood           | Jao Ling                                             |                                                           |
| 2009 | Jewelpet                                   | Taitó Keigo                                          |                                                           |
| 2010 | The Betrayal Knows My Name                 | Usziu Súszej, Uzuki                                  |                                                           |
| 2010 | Durarara!!                                 | Kida Maszaomi                                        |                                                           |
| 2010 | Highschool of the Dead                     | Igó Hiszasi                                          |                                                           |
| 2010 | Pokémon: Best Wishes!                      | Dent                                                 |                                                           |
| 2010 | Star Driver: Kagajaki no Takuto            | Cumasi Takutó                                        |                                                           |
| 2011 | Inazuma Eleven GO                          | Fubuki Siró                                          |                                                           |
| 2011 | Kimi ni Todoke 2nd Season                  | Miura Kento                                          |                                                           |
| 2011 | Dog Days                                   | Izumi Cinque                                         |                                                           |
| 2011 | Steins;Gate                                | Okabe Rintaró                                        |                                                           |
| 2011 | Uta no Prince-sama                         | Icsinosze Takaju / Hajato                            |                                                           |
| 2011 | Csihajafuru                                | Masima Taicsi                                        |                                                           |
| 2011 | Ben-To                                     | Yū Kaneshiro                                         |                                                           |
| 2011 | Phi Brain: Puzzle of God                   | Bishop                                               |                                                           |
| 2012 | Inu x Boku SS                              | Zange Natsume                                        |                                                           |
| 2012 | Zetman                                     | Kouga Amagi                                          |                                                           |
| 2012 | Dog Days'                                  | Cinque Izumi                                         |                                                           |
| 2012 | Hunter × Hunter                            | Chrollo Lucilfer                                     |                                                           |
| 2012 | Natsuiro Kiseki                            | Szano Takasi                                         |                                                           |
| 2012 | Saint Seiya Omega                          | Hjóga Cygnus                                         |                                                           |
| 2012 | Wooser's Hand-to-Mouth Life                | Wooser                                               |                                                           |
| 2012 | Yu-Gi-Oh! Zexal II                         | Katagiri Dajszuke                                    |                                                           |
| 2012 | K                                          | Fusimi Szaruhiko                                     |                                                           |
| 2013 | Karneval                                   | Yogi                                                 |                                                           |
| 2013 | RDG Red Data Girl                          | Hajakava Josiki                                      |                                                           |
| 2013 | Arata Kangatari                            | Jataka                                               |                                                           |
| 2013 | Mushibugyō                                 | Macunohara Kotori                                    |                                                           |
| 2013 | Uta no Prince-sama                         | Icsinosze Tokija                                     |                                                           |
| 2013 | Csihajafuru 2                              | Masima Tajcsi                                        |                                                           |
| 2013 | Valvrave the Liberator                     | H-neun                                               |                                                           |
| 2013 | Gatchaman Crowds                           | Berg Katze                                           |                                                           |
| 2013 | Free! - Iwatobi Swim Club                  | Macuoka Rin                                          |                                                           |
| 2013 | Magi: The Kingdom of Magic                 | Muu Alexius                                          |                                                           |
| 2014 | Nobunaga the Fool                          | Oda Nobunaga                                         |                                                           |
| 2014 | Mekakucity Actors                          | Konoha / Kokonosze Haruka / Snake of 'Clearing Eyes' |                                                           |
| 2014 | Mahou Sensou                               | Nanasze Takesi                                       |                                                           |
| 2014 | Wooser's Hand-to-Mouth Life: Kakusei-hen   | Wooser                                               |                                                           |
| 2014 | Black Butler: Book of Circus               | Joker                                                |                                                           |
| 2014 | La Corda d'Oro                             | Amamija Szei                                         |                                                           |
| 2014 | Free! Eternal Summer                       | Macuoka Rin                                          |                                                           |
| 2014 | Soul Eater Not!                            | Kid, a Halál fia                                     |                                                           |
| 2014 | Magic Kaito 1412                           | Hakuba Szaguru                                       |                                                           |
| 2014 | Monthly Girls' Nozaki-kun                  | Szaburo Szuzuki                                      |                                                           |
| 2014 | Tokyo Ghoul                                | Cukijama Sú                                          |                                                           |
| 2014 | Cross Ange                                 | Tusk                                                 |                                                           |
| 2014 | Nanatsu no Taizai                          | Gilthunder                                           |                                                           |
| 2015 | Durarara!! x2                              | Kida Maszaomi                                        |                                                           |
| 2015 | Dog Days                                   | Izumi Cinque                                         |                                                           |
| 2015 | Tokyo Ghoul √A                             | Cukijama Sú                                          |                                                           |
| 2015 | K: Missing Kings                           | Fusimi Szaruhikó                                     |                                                           |
| 2015 | Pretty Guardian Sailor Moon Crystal        | Gyémánt herceg                                       |                                                           |
| 2015 | Show by Rock!!                             | Shuu Zo                                              |                                                           |
| 2015 | Blood Blockade Battlefront                 | Doug Hammer                                          |                                                           |
| 2015 | Death Parade                               | Harada (C.H.A)                                       |                                                           |
| 2015 | Assassination Classroom                    | Aszano Gasuku                                        |                                                           |
| 2015 | Uta no Prince-sama                         | Icsinosze Tokija                                     |                                                           |
| 2016 | Bungou Stray Dogs                          | Osamu Dazai                                          |                                                           |

### Tokuszacu
- Special Rescue Exceedraft (1992) – gyerek
- Zyuden Sentai Kyoryuger (2013) – Ferocious Knight D

### Original Video Animation (OVA)
| Év   | Sorozat                   | Szerep            | Megjegyzés |
| ---- | ------------------------- | ----------------- | ---------- |
| 2004 | Wolf's Rain               | Kiba              |            |
| 2008 | Tsubasa Tokyo Revelations | Kamui             |            |
| 2010 | Tono to Issho             | Josikage Aszakure |            |
| 2011 | Fate/Prototype            | Rider/Perseus     |            |

### Filmek
| Év   | Sorozat                                                       | Szerep                        | Megjegyzés |
| ---- | ------------------------------------------------------------- | ----------------------------- | ---------- |
| 2009 | Tales of Vesperia: The First Strike                           | Flynn Scifo                   |            |
| 2009 | Mega Monster Battle: Ultra Galaxy                             | Ultraman Zero                 |            |
| 2010 | Mobile Suit Gundam 00 the Movie: Awakening of the Trailblazer | Szejei F. Szecuna             |            |
| 2010 | Ultraman Zero: The Revenge of Belial                          | Ultraman Zero, Darklops       |            |
| 2011 | Tekken: Blood Vengeance                                       | Kamija Sin                    |            |
| 2012 | Ultraman Saga                                                 | Ultraman Zero                 |            |
| 2012 | 009 Re:Cyborg                                                 | Joe Simamura                  |            |
| 2013 | Steins;Gate: Fuka Ryōiki no Déjà vu                           | Okabe Rintaro                 |            |
| 2013 | Zyuden Sentai Kyoryuger: Gaburincho of Music                  | Ferocious Knight D/Dethryuger |            |
| 2013 | Hal                                                           | Riju                          |            |
| 2014 | K: Missing Kings                                              | Fusimi Szaruhiko              |            |
| 2014 | New Initial D the Movie: Legend 1 - Awakening                 | Fudzsivara Takumi             |            |
| 2014 | Cardfight!! Vanguard Movie: Neon Messiah                      | Ibuki Kódzsi                  |            |
| 2015 | Ultraman Ginga S: Showdown! Ultra 10 Warriors!!               | Ultraman Zero                 |            |
| 2015 | The Boy and the Beast                                         | Icsirohiko                    |            |

### Videókiadványok
- Mamoru Miyano Live Tour 2009: Smile & Break (2010)
- Mamoru Miyano Live Tour 2010: Wondering (2011)
- Mamoru Miyano Live 2011–12: Fight & Stand (2012)
- Mamoru Miyano Live 2012–13: Beginning (2013)
- Mamoru Miyano Special Live 2013: Traveling! (2014)